# Katrin Dörre-Heinig
Katrin Dörre-Heinig (geb. Juana Katrin Dörre; * 6. Oktober 1961 in Leipzig) ist eine ehemalige deutsche Langstreckenläuferin, die in den 1980er und 1990er Jahren große Erfolge vor allem im Marathon feierte.

## Karriere
Zunächst zeichnete sich Katrin Dörre als Bahnläuferin aus. 1980 wurde sie DDR-Meisterin über 3000 Meter. Noch vor der Registrierung offizieller DDR-Bestzeiten ging sie auf die Marathondistanz. 1982 gelang ihr in Karl-Marx-Stadt eine Zeit von 2:45:54 h. Ihr erster bedeutender Erfolg folgte zwei Jahre später beim Osaka Women’s Marathon, den sie in 2:31:41 h gewann. Im gleichen Jahr stellte sie am 21. Juli in Ost-Berlin mit 2:26:52 h eine gesamtdeutsche Bestzeit auf und gewann einen weiteren großen Marathon in Japan, den Tokyo International Women’s Marathon, bei dem sie auch 1985 und 1987 (mit ihrer zweiten gesamtdeutschen Bestzeit von 2:25:24 h) siegte. 1986 entschied sie mit dem Nagoya-Marathon den dritten bedeutenden Frauenmarathon in Japan für sich. Im selben Jahr wurde sie mit dem Vaterländischen Verdienstorden in Silber geehrt.
Ihren ersten internationalen Meisterschaftsauftritt für die DDR hatte Katrin Dörre beim IAAF-Weltcup-Marathon 1985 in Hiroshima, den sie in 2:33:30 h gewann. Im selben Jahr siegte sie in Rom beim Europacup-Marathon in 2:30:11 h. Beim Marathon der Europameisterschaften 1986 musste sie aufgeben, da sie nach der Entfernung eines vereiterten Zahns gesundheitlich angeschlagen war. Nach einem zweiten Platz beim Weltcup-Marathon 1987 in Hiroshima gewann sie im Jahr darauf in Huy erneut den Europacup-Marathon. Am 7. Juli 1988 stellte sie in ihrer Geburtsstadt Leipzig mit 17.709 Metern einen gesamtdeutschen Rekord im Stundenlauf auf, der seit nunmehr 21 Jahren Bestand hat. Bei den Olympischen Spielen in Seoul errang sie Bronze beim Marathon. Sie ist somit die bisher einzige Deutsche, die in dieser Disziplin eine olympische Medaille gewann. Für diesen Erfolg wurde sie mit dem Vaterländischen Verdienstorden in Bronze ausgezeichnet.
Danach brachte sie ein Kind zur Welt und hatte eigentlich schon mit dem Leistungssport abgeschlossen, entschied sich jedoch aufgrund der neuen Möglichkeiten, die durch die Wende entstanden waren, zum Weitermachen.
Der erste große Erfolg nach dem Wiedereinstieg war ein dritter Platz beim New-York-City-Marathon 1990. Wie schon in den 1980er Jahren erwies sich Japan als ein gutes Pflaster für die Leipzigerin. 1991 gewann sie erneut den Osaka Women’s Marathon (zwei weitere Siege folgten 1996 und 1997), und der Marathon der Weltmeisterschaften 1991 in Tokio bescherte ihr die zweite Bronzemedaille bei einem internationalen Großereignis. Bei den Olympischen Spielen 1992 in Barcelona und 1996 in Atlanta schnitt sie als Fünfte bzw. Vierte ebenfalls hervorragend ab, und auch bei den Weltmeisterschaften 1993 in Stuttgart landete sie als Sechste weit vorne.
1994 siegte sie beim Berlin-Marathon in 2:25:15 h (gleichzeitig ihr dritter deutscher Rekord über diese Distanz), und Hattricks gelangen ihr beim London-Marathon, den sie von 1992 bis 1994 gewann, sowie beim Frankfurt-Marathon, bei dem sie von 1995 bis 1997 siegte.
1998 gewann sie den Hamburg-Marathon. Bei ihrem Sieg an gleicher Stelle ein Jahr später wurde sie Deutsche Marathonmeisterin und stellte mit 2:24:35 h sowohl einen Streckenrekord wie auch einen deutschen Rekord auf. Letzterer wurde erst knapp neun Jahre später von Irina Mikitenko unterboten. Im Herbst wurde sie dann zum zweiten Mal Dritte beim New-York-City-Marathon.
2000 wurde sie zwar Zweite beim Hamburg-Marathon, eine Operation wegen eines Fersensporns zwang sie jedoch kurz danach zum Aussetzen. Weitere Verletzungen und Operationen sowie eine Infektion mit dem Pfeiffer-Drüsenfieber verhinderten danach eine dauerhafte Rückkehr in den Leistungssport.
Bei insgesamt 35 Marathons blieb sie unter 2:34 Stunden, einer Anzahl, die bislang von keiner anderen Läuferin erreicht wurde (Stand Dezember 2008).
Dreimal siegte sie beim Grand Prix von Bern (1991, 1992 und 1997) und zweimal beim Paderborner Osterlauf auf der 10-km-Strecke (1992 und 1996). Weitere Erfolge bei Straßenläufen sind Siege bei der Nacht von Borgholzhausen 1990, beim Kasseler Citylauf und beim Würzburger Residenzlauf 1991 und ein sechster Platz bei den Halbmarathon-Weltmeisterschaften 1997 in Košice.
Katrin Dörre startete seit 1975 für den SC DHfK Leipzig. Nach dem Ende der DDR wechselte sie in den Westen und ging für die LG Odenwald, das LAC Quelle sowie das LAC Veltins Hochsauerland an den Start. Bei einer Größe von 1,70 m hatte sie ein Wettkampfgewicht von 57 kg.
Im Dezember 1992 heiratete sie ihren Trainer Wolfgang Heinig und legte sich den Doppelnamen zu. Seit Anfang der 1990er Jahre lebt sie mit ihrem Mann in Erbach (Odenwald). Ihre 1989 geborene Tochter Katharina Heinig (verh. Steinruck), die ebenfalls von Wolfgang Heinig trainiert wird, wurde 2009 und 2010 deutsche Juniorenmeisterin im Halbmarathon und gewann bei ihrem Debüt über die 42,195-km-Distanz den Köln-Marathon 2010.
Im Rahmen des 25. Jubiläums des Frankfurt-Marathons stellte Dörre-Heinig im Oktober 2006 ihr erstes Buch Leidenschaft Marathon vor. Dieses erzählt von ihrem Leben als Läuferin und ist in Zusammenarbeit mit dem Autor Christoph Külzer-Schröder entstanden.
2016 wurde Dörre-Heinig für ihre außerordentlichen Leistungen und nationalen sowie internationalen Erfolge bei der Jahrestagung der German Road Races mit dem GRR Award für ihr Lebenswerk ausgezeichnet.

## Sportliche Erfolge
| Datum/Jahr    | Platz | Wettbewerb                           | Austragungsort    | Zeit     | Bemerkung                                                          |
| ------------- | ----- | ------------------------------------ | ----------------- | -------- | ------------------------------------------------------------------ |
| 16. Apr. 2000 | 2     | Hamburg-Marathon                     | Hamburg           | 02:33:10 |                                                                    |
| 7. Nov. 1999  | 3     | New-York-City-Marathon               | New York          | 02:28:41 |                                                                    |
| 25. Apr. 1999 | 1     | Hamburg-Marathon                     | Hamburg           | 02:24:35 | Deutsche Marathonmeisterin mit Streckenrekord und deutschem Rekord |
| 19. Apr. 1998 | 1     | Hamburg-Marathon                     | Hamburg           | 02:25:21 |                                                                    |
| 26. Okt. 1997 | 1     | Frankfurt-Marathon                   | Frankfurt am Main | 02:26:48 |                                                                    |
| 26. Jan. 1997 | 1     | Osaka Women’s Marathon               | Osaka             | 02:25:57 |                                                                    |
| 27. Okt. 1996 | 1     | Frankfurt-Marathon                   | Frankfurt am Main | 02:28:33 |                                                                    |
| 28. Juli 1996 | 4     | Olympische Spiele                    | Atlanta           | 02:28:45 |                                                                    |
| 28. Jan. 1996 | 1     | Osaka Women’s Marathon               | Osaka             | 02:26:04 |                                                                    |
| 29. Okt. 1995 | 1     | Frankfurt-Marathon                   | Frankfurt am Main | 02:31:31 |                                                                    |
| 25. Sep. 1994 | 1     | Berlin-Marathon                      | Berlin            | 02:25:15 | deutscher Rekord                                                   |
| 17. Apr. 1994 | 1     | London-Marathon                      | London            | 02:32:34 |                                                                    |
| 15. Aug. 1993 | 6     | Weltmeisterschaften                  | Stuttgart         | 02:35:20 |                                                                    |
| 18. Apr. 1993 | 1     | London-Marathon                      | London            | 02:27:09 |                                                                    |
| 1. Aug. 1992  | 5     | Olympische Spiele                    | Barcelona         | 02:36:48 |                                                                    |
| 12. Apr. 1992 | 1     | London-Marathon                      | London            | 02:29:39 |                                                                    |
| 25. Aug. 1991 | 3     | Weltmeisterschaften                  | Tokio             | 02:30:10 |                                                                    |
| 27. Jan. 1991 | 1     | Osaka Women’s Marathon               | Osaka             | 02:27:43 |                                                                    |
| 4. Nov. 1990  | 3     | New-York-City-Marathon               | New York          | 02:33:21 |                                                                    |
| 23. Sep. 1988 | 3     | Olympische Spiele                    | Seoul             | 02:26:21 |                                                                    |
| 30. Apr. 1988 | 1     | Europacup-Marathon                   | Huy               | 02:28:28 |                                                                    |
| 15. Nov. 1987 | 1     | Tokyo International Women’s Marathon | Tokio             | 02:25:24 |                                                                    |
| 11. Apr. 1987 | 3     | IAAF-Weltcup-Marathon                | Seoul             | 02:31:30 |                                                                    |
| 16. Nov. 1986 | 2     | Tokyo International Women’s Marathon | Tokio             | 02:31:54 |                                                                    |
| 2. März 1986  | 1     | Nagoya-Marathon                      | Nagoya            | 02:29:33 |                                                                    |
| 15. Sep. 1985 | 1     | Europacup-Marathon                   | Rom               | 02:30:11 |                                                                    |
| 13. Apr. 1985 | 1     | IAAF-Weltcup-Marathon                | Hiroshima         | 02:33:30 |                                                                    |
| 17. Nov. 1985 | 1     | Tokyo International Women’s Marathon | Tokio             | 02:34:21 |                                                                    |
| 18. Nov. 1984 | 1     | Tokyo International Women’s Marathon | Tokio             | 02:33:23 |                                                                    |
| 29. Jan. 1984 | 1     | Osaka Women’s Marathon               | Osaka             | 02:31:41 |                                                                    |

## Persönliche Bestzeiten
- 800 m: 2:05,4 min, 9. August 1980, Jena
- 1000 m: 2:44,8 min, 9. Juli 1980, Berlin
- 1500 m: 4:18,7 min, 12. August 1979, Karl-Marx-Stadt
- 3000 m: 9:04,01 min, 5. Mai 1984, Potsdam
- 10.000 m: 33:00,0 min, 30. Mai 1984, Leipzig
- 10-km-Straßenlauf: 31:52 min, 6. April 1996, Paderborn
- Stundenlauf: 17.709 m, 7. Juli 1988, Leipzig (aktueller deutscher Rekord, Stand November 2009)
- Halbmarathon: 1:09:15 h, 27. September 1998, Grevenmacher
- Marathon: 2:24:35 h, 25. April 1999, Hamburg (ehemaliger deutscher Rekord)

Weitere deutsche Rekorde
- Mannschaftswertung Halbmarathon (mit Petra Wassiluk und Iris Biba-Pöschl): 3:32:16 h, 4. Oktober 1997, Košice
- Mannschaftswertung Marathon (mit Birgit Weinhold und Gabriele Martins): 7:36:10 h, 15. September 1985, Rom

## Veröffentlichung
- mit Christoph Külzer-Schröder: Leidenschaft Marathon. Die Weltkarriere der Katrin Dörre-Heinig. Agon-Sportverlag, Kassel 2006, ISBN 3-89784-282-3.
  - Rezension von Antje Krause auf laufreport.de
  - Rezension von Jürgen Binder auf laufticker.de